# Filipijnen op de Aziatische Spelen
De Filipijnen zijn een van de landen die deelnemen aan de Aziatische Spelen. De Filipijnen nemen deel sinds de allereerste Aziatische Spelen in 1951 in New Delhi en waren bij alle edities daarna van de partij.
De meeste succesvolle spelen waren de spelen van 1954, waar de Filipijnen optraden als gastland en die van 1958 in Tokio, waar opnieuw de tweede plek in het medailleklassement werd veroverd. De laatste tientallen jaren is het land er niet in geslaagd om in de top-tien van dat klassement komen. De laatste keer dat dat lukt was in 1986 toen de Filipijnen op een zesde plek eindigde met 18 medailles, waaronder vier gouden plakken.

## Medailles en deelnames
| Filipijnen op de Aziatische Spelen | Filipijnen op de Aziatische Spelen | Filipijnen op de Aziatische Spelen | Filipijnen op de Aziatische Spelen | Filipijnen op de Aziatische Spelen | Filipijnen op de Aziatische Spelen |
| Rang                               | Editie                             | Goud                               | Zilver                             | Brons                              | Totaal                             |
| ---------------------------------- | ---------------------------------- | ---------------------------------- | ---------------------------------- | ---------------------------------- | ---------------------------------- |
| 4                                  | 1951                               | 5                                  | 6                                  | 8                                  | 19                                 |
| 2                                  | 1954                               | 14                                 | 14                                 | 17                                 | 45                                 |
| 2                                  | 1958                               | 8                                  | 9                                  | 21                                 | 38                                 |
| 4                                  | 1962                               | 7                                  | 4                                  | 16                                 | 27                                 |
| 10                                 | 1966                               | 2                                  | 15                                 | 25                                 | 42                                 |
| 11                                 | 1970                               | 1                                  | 9                                  | 12                                 | 22                                 |
| 15                                 | 1974                               | 0                                  | 2                                  | 10                                 | 12                                 |
| 9                                  | 1978                               | 4                                  | 4                                  | 6                                  | 14                                 |
| 10                                 | 1982                               | 2                                  | 3                                  | 9                                  | 14                                 |
| 6                                  | 1986                               | 4                                  | 5                                  | 9                                  | 18                                 |
| 13                                 | 1990                               | 1                                  | 2                                  | 7                                  | 10                                 |
| 14                                 | 1994                               | 3                                  | 2                                  | 8                                  | 13                                 |
| 21                                 | 1998                               | 1                                  | 5                                  | 12                                 | 18                                 |
| 18                                 | 2002                               | 3                                  | 7                                  | 16                                 | 26                                 |
| 18                                 | 2006                               | 4                                  | 6                                  | 9                                  | 19                                 |
| 19                                 | 2010                               | 3                                  | 4                                  | 9                                  | 16                                 |
| Totaal                             | Totaal                             | 62                                 | 96                                 | 193                                | 351                                |